# 越南刺榄
越南刺榄（学名：Xantolis boniana）为山榄科刺榄属下的一个种。

## 扩展阅读
- 維基物種上的相關：越南刺榄